# Pterodroma atrata
La fardela de Henderson (Pterodroma atrata) es una especie de ave procelariforme de la familia de los proceláridos (Procellariidae).  
Se distribuye en las islas Pitcairn y posiblemente en la Polinesia Francesa, a pesar de la confusión sobre el taxón hay informes inciertos de esta especie en las islas Marquesas, Tuamotu, islas Australes y Gambier. Anteriormente existían colonias de cría en la isla Ducie, pero fueron eliminadas por ratas invasoras en 1922. En la actualidad se cree que anidan exclusivamente en la isla Henderson, que fue declarada Patrimonio de la Humanidad en 1988.
La Unión Internacional para la Conservación de la Naturaleza la clasifica como estrechamente relacionada con Pterodroma arminjoniana y Pterodroma heraldica. Su hábitat natural son los matorrales encontrados en esa isla. El hábitat de esta especie fue identificado como en peligro de extinción en 2007, y fue necesaria una actuación urgente para restaurarlo.
Millones de parejas de esta ave utilizaron la isla para criar desde hace varios siglos. Brooke calculó alrededor de 16.000 parejas reproductoras en 1991-92. Las ratas del Pacífico (Rattus exulans) introducidas por comerciantes polinesios, casi han acabado con las colonias existentes, devorando 25.000 polluelos anuales. Para salvar a la especie de la extinción inminente, la Royal Society for the Protection of Birds, ha montado un último y desesperado proyecto de £ 1,5 millones, para conseguir un sacrificio masivo de roedores y exterminar la población de depredadores en la isla. Este intento de restablecer un hábitat libre de ratas se llevaría a cabo en agosto de 2011.